# The Audrey Hepburn Story
The Audrey Hepburn Story è un film per la televisione statunitense prodotto nel 2000 e diretto da Steven Robman. Il film traccia una biografia dell'attrice Audrey Hepburn ed è interpretato, tra gli altri da Jennifer Love Hewitt, nella parte della Hepburn e Eric McCormack nella parte di Mel Ferrer.
L'interpretazione della Hewitt, che ha anche prodotto il film, non è stata ben vista dai fan della Hepburn e la pellicola ha avuto un limitato successo di critica.

## Trama
Il film narra della vita di Hepburn dalla sua infanzia passata nei Paesi Bassi, sotto l'occupazione nazista, dove, tra povertà e malnutrizione, la futura attrice studiava per diventare una ballerina, all'arrivo nel Regno Unito con i primi film, fino ad Hollywood e al successo che seguì il suo primo film statunitense, Vacanze romane, fino a diventare una stella.

## Curiosità
- I titoli di coda rappresentano un video della vera Audrey Hepburn durante uno dei suoi viaggi per conto dell'UNICEF